# Nemotelus longirostris
Nemotelus longirostris är en tvåvingeart som beskrevs av Christian Rudolph Wilhelm Wiedemann 1824. Nemotelus longirostris ingår i släktet Nemotelus och familjen vapenflugor. Inga underarter finns listade i Catalogue of Life.